# Honor Blackmanová
Honor Blackmanová (22. srpna 1925 Londýn – 5. dubna 2020 Lewes) byla anglická herečka známá především rolí Bond girl Pussy Galore v bondovce Goldfinger (1964), a také díky postavě Cathy Galeové  v seriálu The Avengers (Mstitelé).

## Osobní a profesní život
Narodila se v Plaistow správním obvodě Newham v Londýně. Má tři sourozence. Její otec byl statistik. Absolvovala londýnskou Guildhallskou hudební a dramatickou školu (Guildhall School of Music and Drama) a stala se herečkou, zatímco otec pracoval na ministerstvu vnitra.
Divadelní kariéru započala ve West Endu, na filmovém plátně se poprvé objevila ve snímku Fame is the Spur (1946). Její první herecké role, které jsou charakterizovány jako vychované distingované dívky, nepřinesly žádnou větší pozitivní reakci kritiky ani diváků. V roce 1949 se profesně dostává do pozornosti amerického Hollywoodu, když je obsazena vedle Liz Taylorové ve filmu Conspirator. V roce 1946 se poprvé vdala za Billa Sankeyho, aby se s ním o osm let později rozvedla. To jí natolik otřáslo, že byla krátce hospitalizována z nervového zhroucení. Následně začala opět natáčet a hrát. V období 1962–1964 získala větší popularitu díky britskému špionážnímu seriálu The Avengers (Mstitelé).
V roce 1964 přišla její nejslavnější role Pussy Galore v bondovce Goldfinger, kde si zahrála vedle Seana Conneryho, která je hodnocena jako jeden z nejlepších filmů celé série. Je nejstarší herečkou v roli Bond girl spolu s Deborah Kerrovou, která se ovšem objevila v neoficiální bondovce Casino Royale z roku 1967. Současně se jedná o jednu ze dvou Bondových dívek (druhou je Diana Rigg), jež byly věkem starší než představitel hlavní role.
Mimoto se věnovala také zpěvu. Duet „Kinky Boots“ z roku 1964 spolu s Patrickem Macneem skončil v hitparádě stanice BBC v roce 1990 na pátém místě. Podruhé se vdala roku 1961 za herce Maurice Kaufmanna, se kterým se objevila v divadelním představení Move Over, Mrs. Markham nebo ve filmovém thrilleru Fright (1971). Spolu adoptovali dvě děti Barnaby a Lottie. K rozvodu došlo v roce 1975.
V dalších desetiletích hrála v mnoha rolích, vedle divadla a muzikálu, například v televizních seriálech Columbo, The Upper Hand (1990–1996) nebo ve Vraždách v Midsomeru (2003).
Politicky podporovala Liberálně demokratickou stranu. Požadovala změnu státní formy z monarchie na republiku, signovala petici za volbu hlavy britské monarchie a v roce 2002 pak nepřijala Řád britského impéria (CBE).

## Herecká filmografie
| - 2007 – Sound (televizní film) - 2005 – Říkejte mi Kubrick - 2003 – New Tricks (televizní seriál) - 2003 – The Royal (televizní seriál) - 2002 – The American Embassy (televizní seriál) - 2001 – Deník Bridget Jonesové - 2001 – Dr. Terrible's House of Horrible (televizní seriál) - 2001 – Jack a stonek fazole (televizní film) - 2001 – Jack Brown and the Curse of the Crown - 2000 – Doctors (televizní seriál) - 2000 – Vidění (televizní film) - 1999 – Strážce lvů - 1998 – Tale of the Mummy - 1997 – Vraždy v Midsomeru (televizní seriál) - 1995 – In Search of James Bond with Jonathan Ross (televizní film) - 1990 – Hlas srdce (televizní film) - 1990 – The Upper Hand (televizní seriál) - 1985 – Minder on the Orient Express (televizní film) - 1984 – The First Olympics: Athens 1896 (televizní film) - 1984 – Lace (TV film) - 1982 – The Secret Adversary (televizní film) - 1979 – Smrt podle poslední vůle - 1977 – ABC Weekend Specials (televizní seriál) - 1977 – Jubilee (televizní seriál) - 1977 – Robin's Nest (televizní seriál) - 1977 – Věk nevinnosti - 1976 – Summer Rain - 1976 – To the Devil a Daughter - 1972 – Columbo: S dýkou v mysli (televizní film) - 1972 – Crown Court (televizní seriál) - 1971 – Fright - 1971 – Something Big - 1970 – Poslední granát - 1970 – The Virgin and the Gypsy - 1969 – Twinky - 1968 – Boj o Řím I. - 1968 – The Name of the Game (televizní seriál) - 1968 – Present Laughter (televizní film) - 1968 – Shalako - 1968 – Stužka písku (podle románu Geoffree Jenkinse A Twist of Sand) | - 1966 – ABC Stage 67 (televizní seriál) - 1965 – Life at the Top - 1965 – The Secret of My Success - 1964 – Goldfinger - 1963 – Jáson a Argonauti - 1962 – The Saint (televizní seriál) - 1961 – The Avengers (televizní seriál) - 1961 – Ghost Squad (televizní seriál) - 1961 – A Matter of Who - 1961 – The Pursuers (televizní seriál) - 1960 – Coronation Street (televizní seriál) - 1960 – Danger Man (TV seriál) - 1959 – The Four Just Men (televizní seriál) - 1959 – The Third Man (televizní seriál) - 1958 – The Invisible Man (televizní seriál) - 1958 – The Square Peg - 1958 – Zkáza Titaniku - 1957 – African Patrol (televizní seriál) - 1957 – The New Adventures of Charlie Chan (televizní seriál) - 1957 – You Pay Your Money - 1956 – Armchair Theatre (televizní seriál) - 1956 – Suspended Alibi - 1955 – Breakaway - 1955 – The Glass Cage - 1954 – Delavine Affair - 1954 – The Rainbow Jacket - 1954 – The Vise (televizní seriál) - 1953 – Douglas Fairbanks Jr. Presents (televizní seriál) - 1953 – The Yellow Robe - 1951 – Green Grow the Rushes - 1951 – Manchas de sangre en la luna - 1950 – So Long at the Fair - 1949 – A Boy, a Girl and a Bike - 1949 – Conspirator - 1949 – Diamond City - 1948 – Daughter of Darkness - 1948 – Homecoming - 1948 – Quartet - 1946 – Fame Is the Spur |

- 2002 – AFI's 100 Years... 100 Passions (televizní film)
- 2002 – Best Ever Bond (televizní film)
- 2002 – Bondovy dívky jsou věčné (televizní film)
- 2002 – James Bond: A BAFTA Tribute (televizní film)
- 2002 – To the Devil... The Death of Hammer (video film)
- 2000 – Avenging the Avengers (video film)
- 2000 – The Best of So Graham Norton (video film)
- 2000 – Harry Saltzman: Showman (video film)
- 2000 – Inside Diamonds Are Forever (video film)
- 1999 – Blondes: Diana Dors (televizní film)
- 1999 – Příběh Jamese Bonda (televizní film)
- 1997 – The Secrets of 007: The James Bond Files (televizní film)
- 1995 – Behind the Scenes with Goldfinger (video film)

- 2001 – Friday Night with Jonathan Ross (televizní pořad)
- 1998 – So Graham Norton (televizní pořad)